# Anstalten Färingsö
Anstalten Färingsö är en sluten anstalt för kvinnor belägen på ön Färingsö i Ekerö kommun. Anstalten var tidigare en del av den dåvarande öppna Anstalten Svartsjö. Färingsö öppnades 1985 och har sedan 1989 enbart kvinnliga intagna.
Anstalten Färingsö är en av två behandlingsanstalter i landet för intagna kvinnor med narkotikaproblem. Anstalten har 55 platser, 43 slutna och 12 öppna, och utgör tillsammans med anstalten Svartsjö verksamhetsområde Stockholm Väst. I stort sett samtliga intagna på Färingsös slutna del är narkotikamissbrukare som har någon form av motivation att upphöra med sitt missbruk.
Anstalten strävar efter att upprätta ett terapeutiskt samhälle. Alla verksamheter syftar till att stimulera till ett liv fritt från droger och kriminalitet. Anstalten försöker stimulera de intagnas egna ansvarstagande. Detta inbegriper en stor delaktighet från de intagna rörande planeringen av hur detta ska genomföras, vilket formellt kallas för verkställighet.
Färingsö är sektionerad i tre delar.

## Mottagningen
En nykommen till Färingsö placeras på mottagningssektionen för utredning genom bland annat ASI. Parallellt med ASI:n upprättas eller revideras en så kallad verkställighetsplanering. Klienter som bedöms ha bestämt sig för att sluta med droger och kriminalitet förflyttas till Behandlingen.
De klienter som är ambivalenta till en förändring erbjuds deltagande i ett eller flera av programmen BSF, Återfallsprevention och VINN. 
Övrig sysselsättning består, förutom deltagande i utredningen, av självförvaltning, social färdighetsträning, utbildning och produktion eller annan strukturerad verksamhet.

## Behandlingen
På Behandlingen placeras de intagna som är motiverade till att upphöra med sitt missbruk. På sektionen finns möjligheter att genomgå brotts- och missbruksrelaterade program, framförallt Våga Välja och ETS. Det kan också bli aktuellt med VINN, ART, Återfallsprevention, PRISM och One to One. 
Övrig sysselsättning består av självförvaltning, utbildning, social färdighetsträning, produktion eller annan strukturerad verksamhet och friskvård.

## Öppna sektionen Björngärdet
Sedan mars 2007 finns tolv platser i två öppna avdelningar förlagda i två villor. Intagna placeras här från den slutna delen som en form av utsluss, men också direkt vid ankomsten. Sysselsättningen består av självförvaltning, studier och småindustri, men även enskilda program kan bli aktuella, såsom Återfallsprevention, BSF, PRISM och OTO. Hela anstalten har självförvaltning, vilket innebär att de intagna i stor utsträckning själva sköter dagliga sysslor, exempelvis inköp av mat och matlagning. 
Anstalten Färingsö samarbetar med ett flertal ideella organisationer. Flera av dem bedriver verksamhet inne på anstalten, bland annat föreningen Tjuvgods.se, Kriminellas revansch i samhället, Livskraft, Studiefrämjandet, Stockholms stadsmission, DAA och Anonyma Narkomaner.

## Målgrupp
Anstaltens huvudsakliga målgrupp är narkotikamissbrukande intagna med en tillräckligt lång strafftid och tillräcklig motivation till förändring för att genomgå anstaltens så kallade påverkansprogram. I mån av plats tar anstalten även emot klienter utan missbruk med behov av påverkansprogram avseende framförallt kriminalitet och våldsproblematik. Även klienter med kortare strafftider kan bli aktuella.
Anstaltens öppna platser tar emot alla klienter som kan vara öppenplacerade. 